# St. Elisabeth (Beesen)

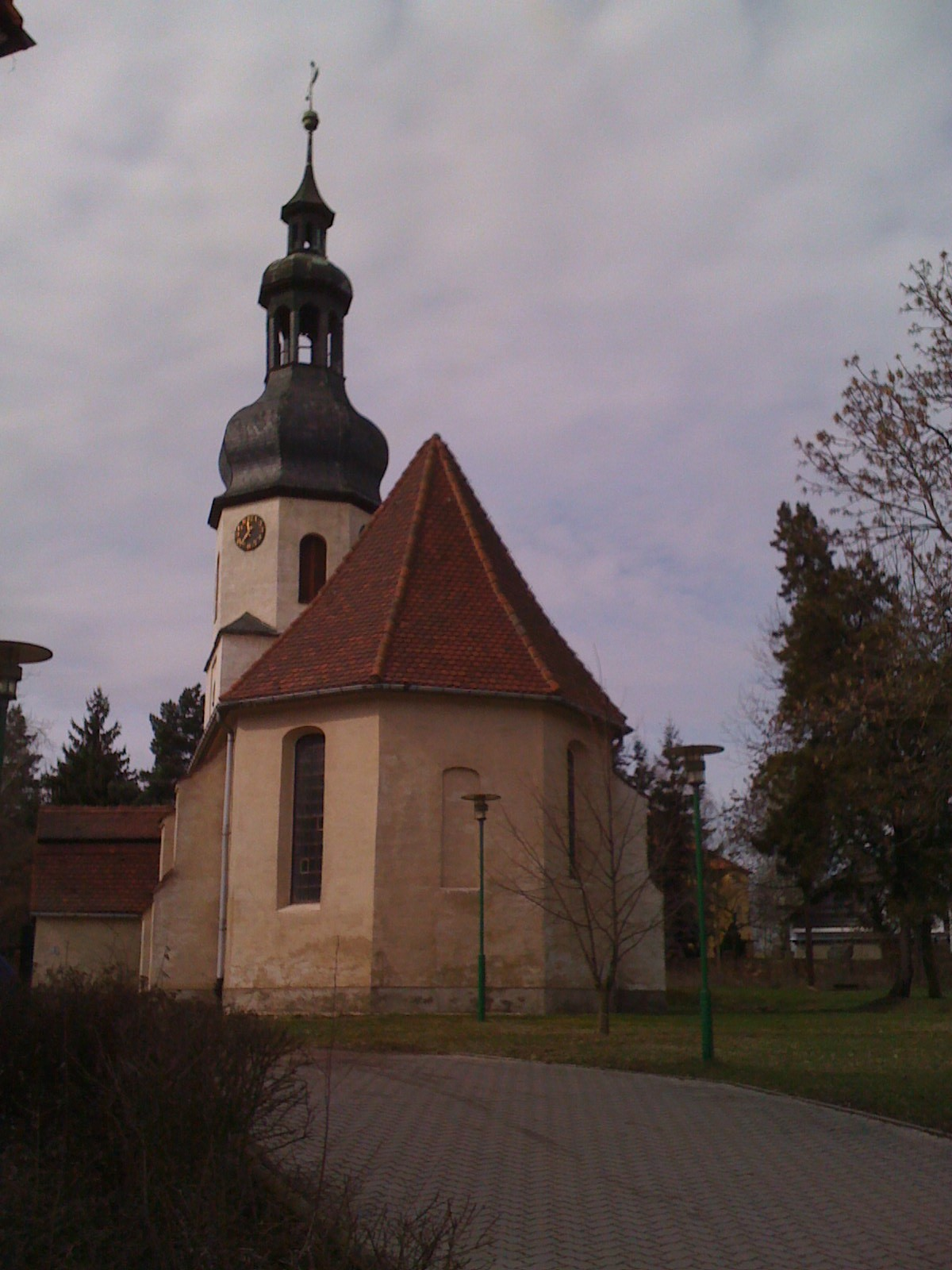
St. Elisabeth in Halle (Beesen)

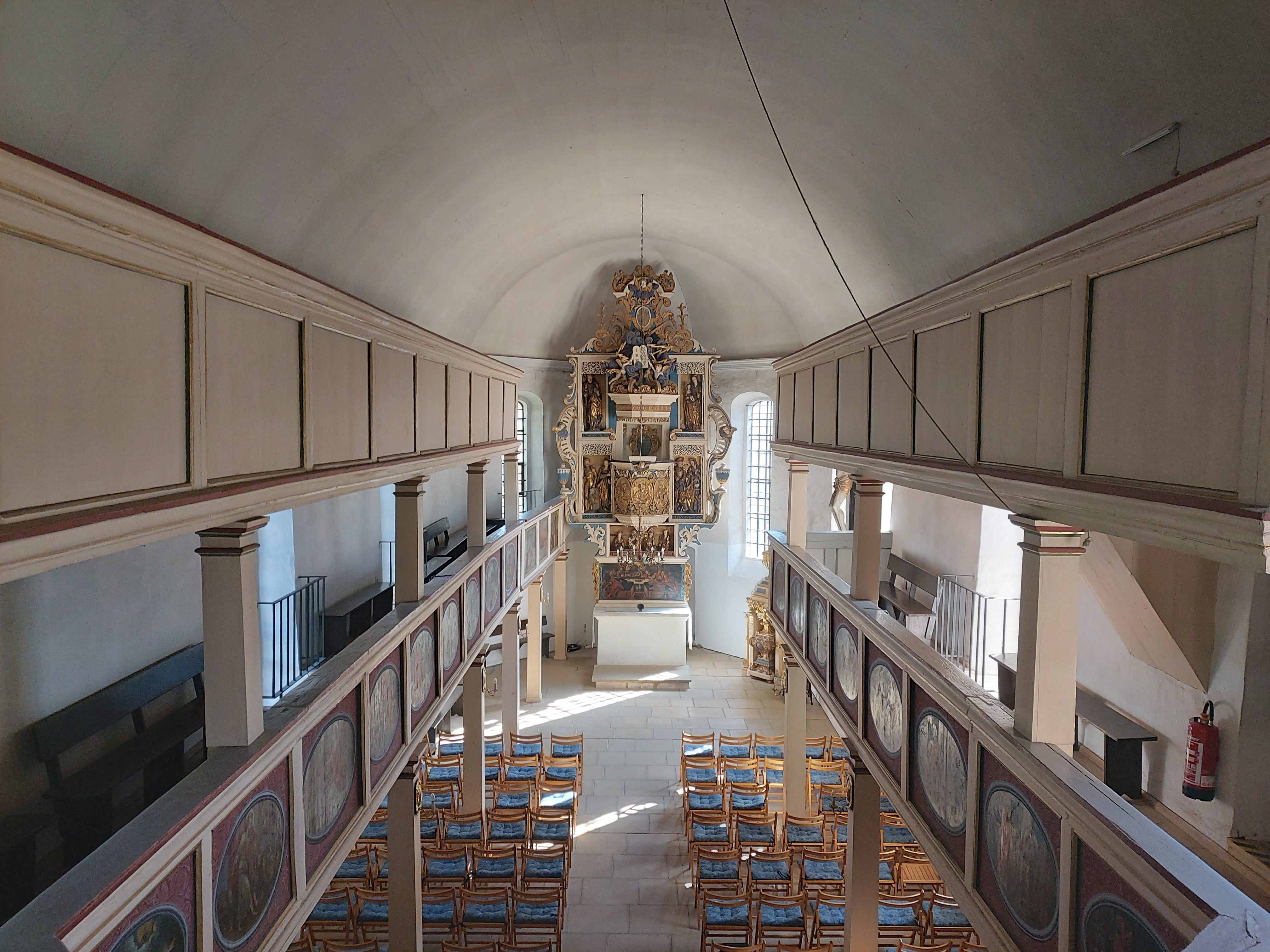
Blick in den Innenraum der Kirche

Die Kirche St. Elisabeth des heute zu Halle (Saale) gehörenden ehemaligen Dorfes Beesen stammt im Kern aus dem 12. Jahrhundert. Die Mauern des Kirchensaales sind ebenso wie ein kleines Rundbogenfenster der Nordseite im Wesentlichen aus romanischer Zeit. Im 15. Jahrhundert wurde der Saal nach Osten erweitert. 1724/25 wurde die Kirche im Stil des Barock umgebaut. Sie besitzt einen polygonalen Chor.
1743/44 wurde der Westturm errichtet. Er wurde auf rechteckigem Grundriss aufgeführt und geht auf Höhe des Daches in ein oktogonales Glockengeschoss über. Den Turm schließt eine „Welsche Haube“ ab.

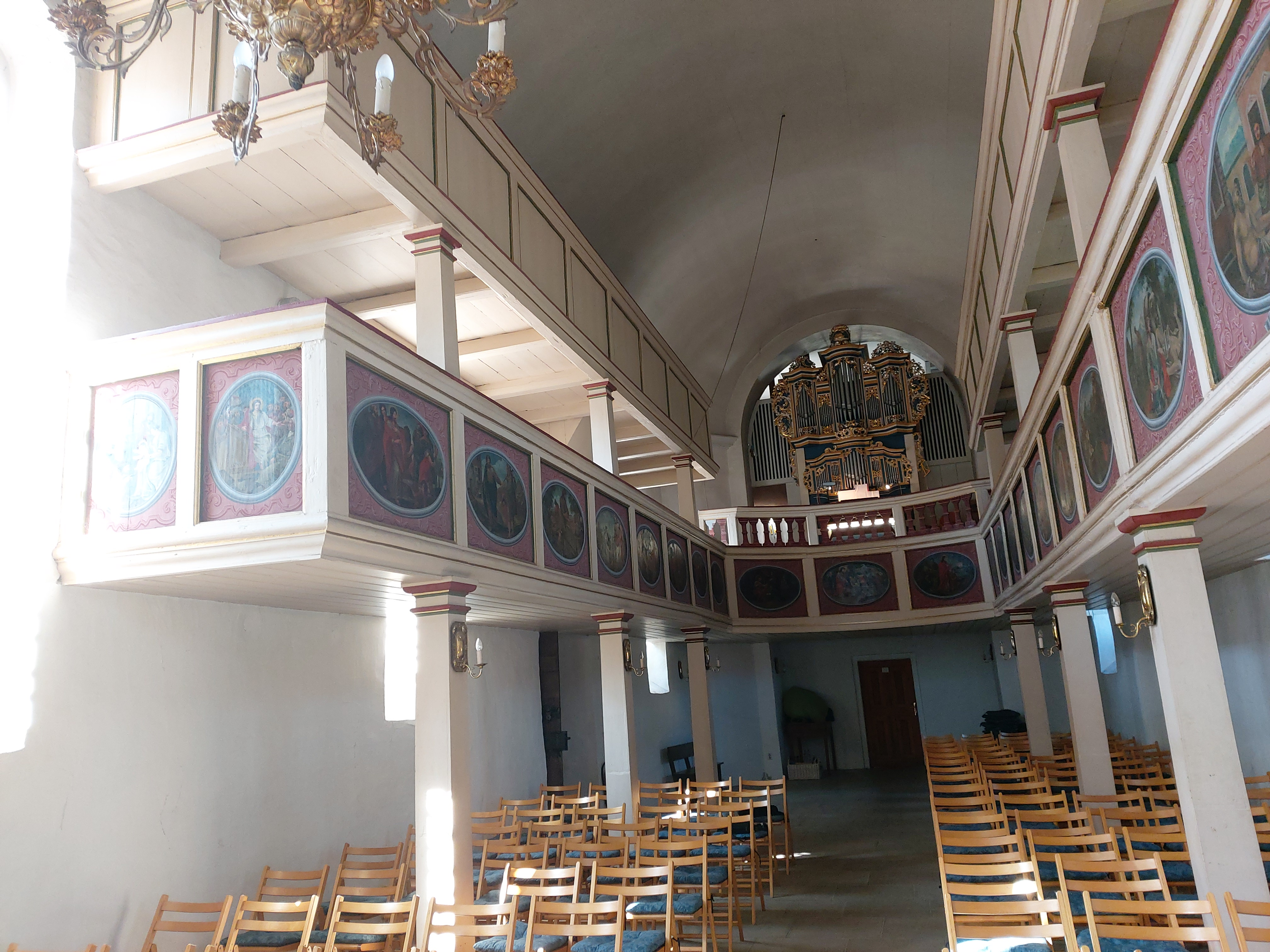
Blick zur Orgel

Der Saal, dessen Mauern aus Bruchsteinen errichtet wurden, besitzt ein Tonnengewölbe und doppelstöckige Emporen. Der Kanzelaltar des halleschen Bildhauers Wiener von 1791 bis 1792 füllt die gesamte Höhe des Saales aus. In den Altar wurden ältere Bauteile integriert, so die Kanzel von Johann Christian Trothe von 1725 und Teile eines Flügelaltars aus vorreformatorischer Zeit vom sogenannten Beesener Meister von 1522.
Im Gemeindehaus hängt ein Bild des bekannten Moskauer Malers Viktor Poluschin aus dessen Jugendzeit, das die Elisabethkirche im Zustand des Jahres 1965 zeigt.

## Orgel
Die heutige Orgel wurde 1927 hinter einem historischen Prospekt durch die Firma Rühlmann/Zörbig als Opus 424 errichtet, das Instrument besitzt zwölf Register auf zwei Manualen und Pedal bei pneumatischen Trakturen und Kegelladen. 1988 wurde die Disposition neobarock abgeändert. 

## Glocken
Bemerkenswert ist auch das Glockenensemble aus drei Bronzeglocken. Die Kleinste wurde 1422 von einem unbekannten Meister geschaffen, die zwei Größeren vom Halleschen Gießer 1491 bzw. 1497. Seit 2020 läuten alle Glocken an geraden Holzjochen mit Linearantrieben, davor hingen sie handgeläutet an geraden Stahljochen.  
Die Kirchengemeinde vereinigte sich mit denen von Ammendorf und Radewell zum Kirchspiel Halle-Süd im Kirchenkreis Halle-Saalkreis der Evangelischen Kirche in Mitteldeutschland.